# Hijran Huseynova
Hijran Kamran qizi Huseynova (en azerí: Hicran Hüseynova Kamran qızı; 13 de agosto de 1955 (69 años) es una profesora, científica, y política azerbaiyaní; ex presidentе del Comité Estatal de Asuntos de Familia, Mujer e Infancia de la República de Azerbaiyán, Diputada de la sexta convocatoria de Milli Majlis de la República de Azerbaiyán.

## Biografía
Huseynova nació el 13 de agosto de 1955, en Moscú, Federación Rusa. Después de completar su educación media en 1972, Huseynova estudió en el Departamento de Historia de la Universidad Estatal de Bakú, de 1972 a 1977. Entre 1977 a 1988, trabajó como docente de historia en el Colegio de Educación Media N.º 189 de Bakú. En 1985, obtuvo un PhD en historia; y, en noviembre de 2001, otro PhD en Ciencias Políticas, defendió su tesis doctoral sobre "Azerbaiyán en el sistema de integración europeo"; y es la primera doctora en ciencias políticas en Azerbaiyán. 
Desde 1988, ha enseñado en la Universidad Estatal de Azerbaiyán. Y, desde 2006, es profesora y directora del Departamento de Diplomacia y Procesos Modernos de Integración de la Universidad Estatal de Azerbaiyán.
De 1999 a 2003, fue directora del Departamento de Relaciones Internacionales e Información en el Comité Estatal de Asuntos de la Mujer de la República de Azerbaiyán. Y, entre 2000 a 2006, fue decana de la Facultad de Derecho Internacional y Relaciones Internacionales de la Universidad Estatal de Bakú.
Es experta de la OSCE en cuestiones de género. Es presidenta de la Asociación Internacional de Investigación en Azerbaiyán.

## Carrera política
En febrero de 2006, Hijran Huseynova fue nombrada presidenta del Comité Estatal de Asuntos de Familia, Mujer e Infancia, recientemente establecido en la República de Azerbaiyán. Como presidenta, abogó por una mayor participación de las mujeres en la política estatal.
Hijran Huseynova fue elegida miembro de Milli Majlis en las elecciones parlamentarias celebradas el 9 de febrero de 2020 y fue destituido su cargo de Presidenta del Comité Estatal de Asuntos de la Familia, la Mujer y la Infancia a principios de marzo de 2020 según el decreto del Presidente Ilham Aliyev. Durante la primera reunión de la sexta convocatoria de Milli Majlis de la República de Azerbaiyán fue elegida jefa del comité de problemas de la familia, las mujeres y los niños.

## Trabajos
Huseynova es autora de 52 artículos científicos, cuatro monografías, tres libros:
- Integración con Europa y seguridad regional ;
- Cáucaso del Sur en el proceso de globalización mundial;
- Procesos de integración en etapas modernas)

## Premios
- 1978: galardonada con el Premio Azərbaycanın ən gənc müəllimi por la maestra más joven de Azerbaiyán.[3]
- 27 de enero de 2011: el presidente francés la galardonó con la "Orden Nacional de la Legión de Honor de Francia (segundo rango)".

## Personal
Está casada, tiene 2 hijos y tres nietos.